# 6 de agosto
6 de agosto é o 218.º dia do ano no calendário gregoriano (219.º em anos bissextos). Faltam 147 dias para acabar o ano.

## Eventos históricos

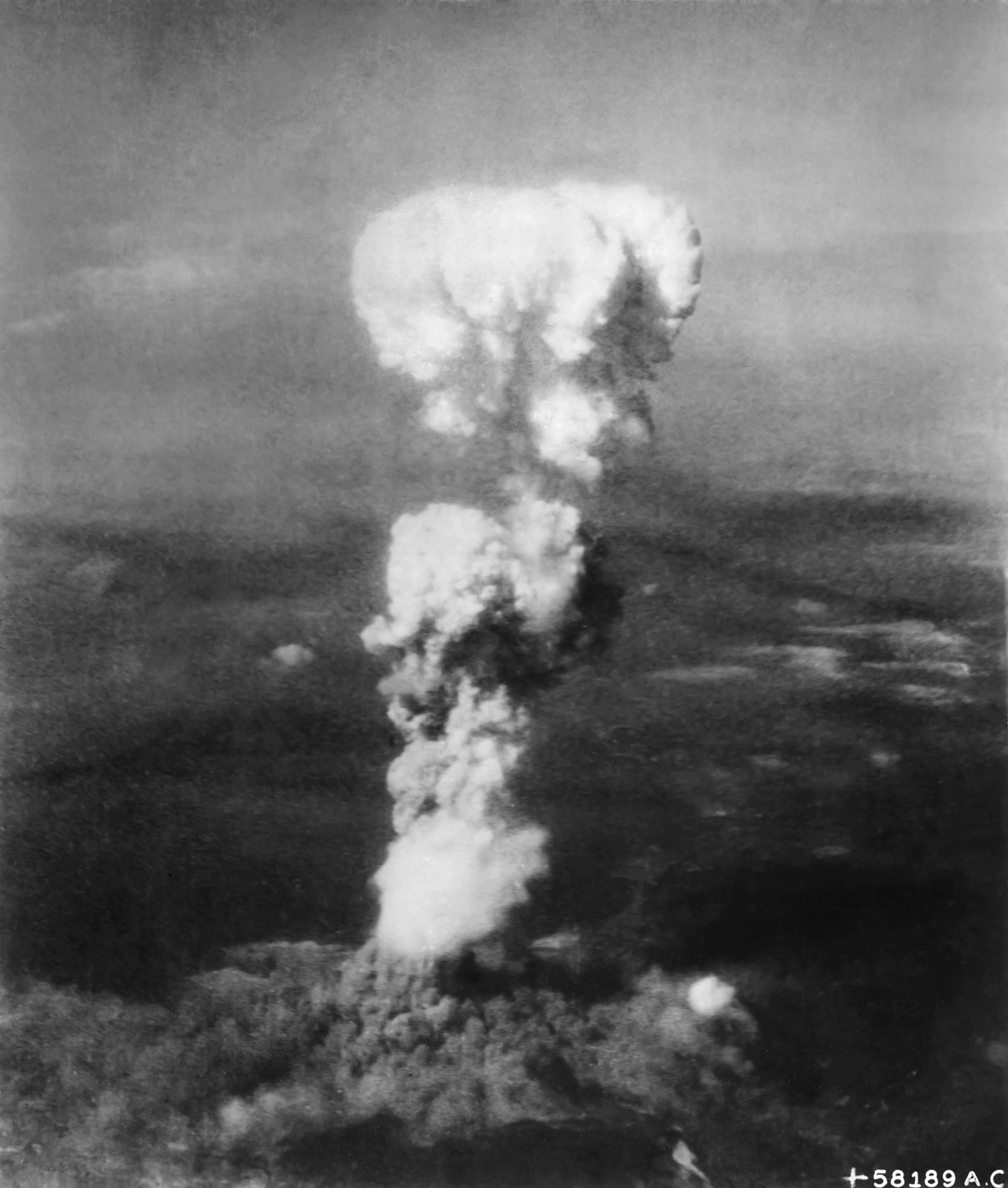
1945: Hiroshima é devastada

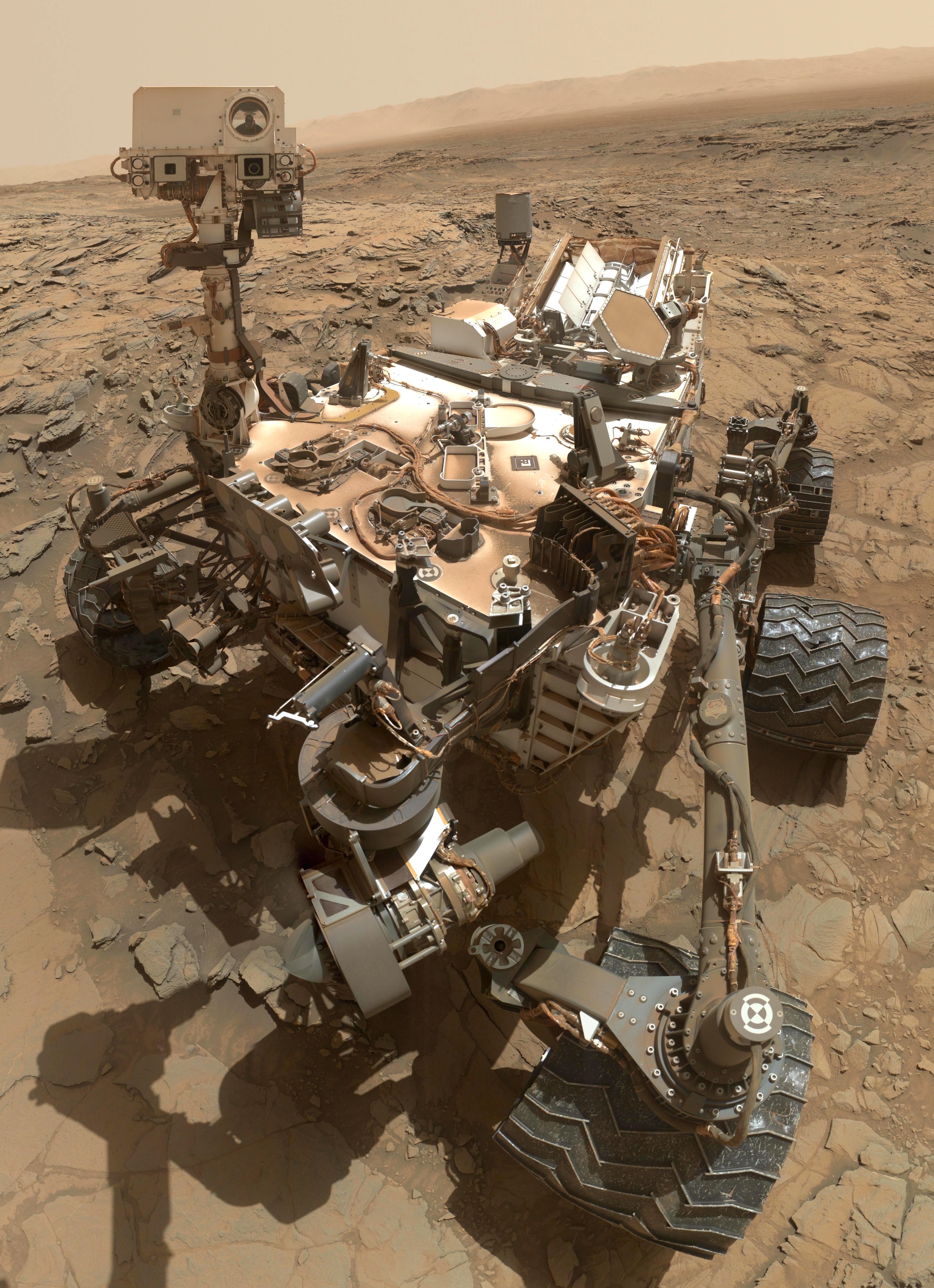
2012: Autorretrato do astromóvel Curiosity

- 1284 — A República de Pisa é derrotada na Batalha de Meloria pela República de Gênova, perdendo assim seu domínio naval no Mediterrâneo.
- 1538 — Bogotá, Colômbia, é fundada por Gonzalo Jiménez de Quesada.[1]
- 1661 — Assinatura do Tratado de Haia por Portugal e pela República dos Países Baixos.
- 1806 — Francisco II, o último Imperador Romano-Germânico, abdica, dissolvendo o Sacro Império Romano-Germânico.
- 1824 — Guerra da Independência do Peru: as forças lideradas por Simón Bolívar derrotam o exército realista espanhol na Batalha de Junín.
- 1825 — A Bolívia se torna independente da Espanha.
- 1861 — O Reino Unido anexa Lagos, na Nigéria.
- 1870
  - Guerra Franco-Prussiana: é travada a Batalha de Spicheren, resultando na vitória alemã.
  - Guerra Franco-Prussiana: a Batalha de Wörth resulta em uma vitória alemã decisiva.
- 1890 — Na prisão de Auburn, em Nova York, o assassino William Kemmler torna-se a primeira pessoa a ser executada por cadeira elétrica.
- 1902 — O militar brasileiro Plácido de Castro inicia os comandos dos seringueiros brasileiros contra o exército boliviano para a independência do atual estado do Acre (início da Revolução Acriana, também chamada de Guerra do Acre).
- 1914
  - Primeira Guerra Mundial: Campanha de submarinos: dois dias após o Reino Unido declarar guerra à Alemanha devido à invasão alemã da Bélgica, dez submarinos alemães deixam sua base em Helgoland para atacar navios de guerra da Marinha Real Britânica no Mar do Norte.
  - Primeira Guerra Mundial: a Sérvia declara guerra à Alemanha; A Áustria-Hungria declara guerra à Rússia.
- 1915 — Primeira Guerra Mundial: acontece o Ataque dos Homens Mortos, na Fortaleza de Osowiec.
- 1917 — Primeira Guerra Mundial: começa a Batalha de Mărăşeşti entre os exércitos romeno e alemão.
- 1940 — A Estônia é ilegalmente anexada pela União Soviética.
- 1945 — Segunda Guerra Mundial: Hiroshima no Japão é devastada quando a bomba atômica "Little Boy" é lançada pelo B-29 Enola Gay dos Estados Unidos. Cerca de 70 000 pessoas morrem instantaneamente, e algumas dezenas de milhares morrem nos anos subsequentes devido a queimaduras e envenenamento por radiação.
- 1949 — É fundada em Caxias do Sul a Nicola & Cia, que mais tarde viria a se tornar a Marcopolo,  um dos mais importantes fabricantes de ônibus do mundo.
- 1960 — Revolução Cubana: Cuba nacionaliza as propriedades estadunidenses e estrangeiras no país.
- 1962 — Jamaica torna-se independente do Reino Unido.
- 1966 — Inauguração da Ponte Salazar, hoje Ponte 25 de Abril.
- 1990 — Guerra do Golfo: o Conselho de Segurança das Nações Unidas ordena um embargo comercial global contra o Iraque em resposta à invasão iraquiana do Kuwait.
- 1991 — Tim Berners-Lee lança arquivos descrevendo sua ideia para o World Wide Web. WWW estreia como um serviço publicamente disponível na Internet.
- 1996 — A NASA anuncia que o meteorito ALH 84001, que acredita-se originar de Marte, contém evidências de formas de vida primitivas.
- 1997 — O voo Korean Air 801 cai em Nimitz Hill, Guam, matando 228 das 254 pessoas a bordo.
- 2008 — Uma junta militar liderada por Mohamed Ould Abdel Aziz desencadeia um golpe de Estado na Mauritânia, derrubando o presidente Sidi Ould Cheikh Abdallahi.
- 2012 — O astromóvel Curiosity da NASA pousa na superfície de Marte.

## Nascimentos

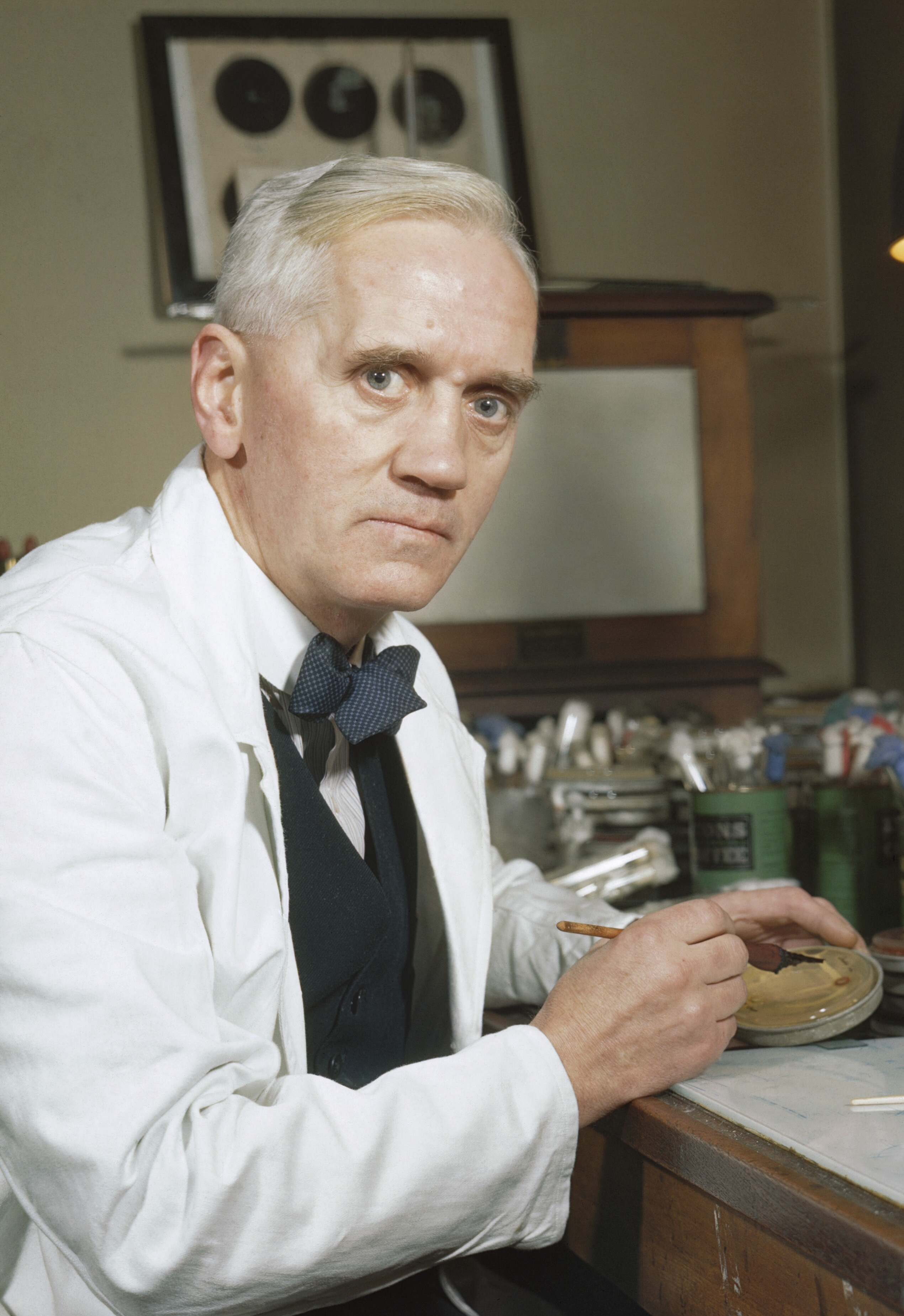
Alexander Fleming

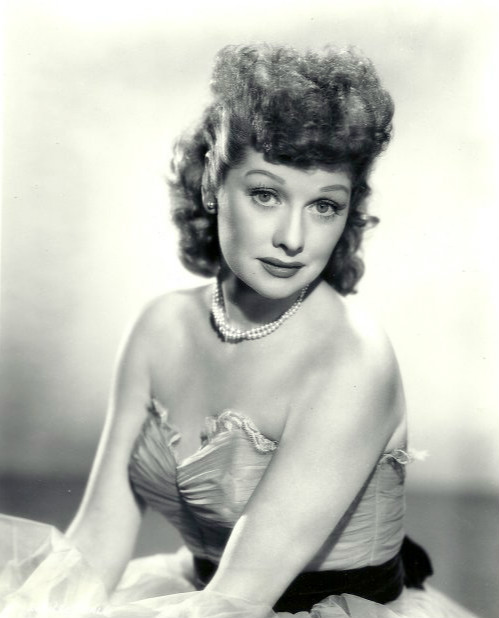
Lucille Ball

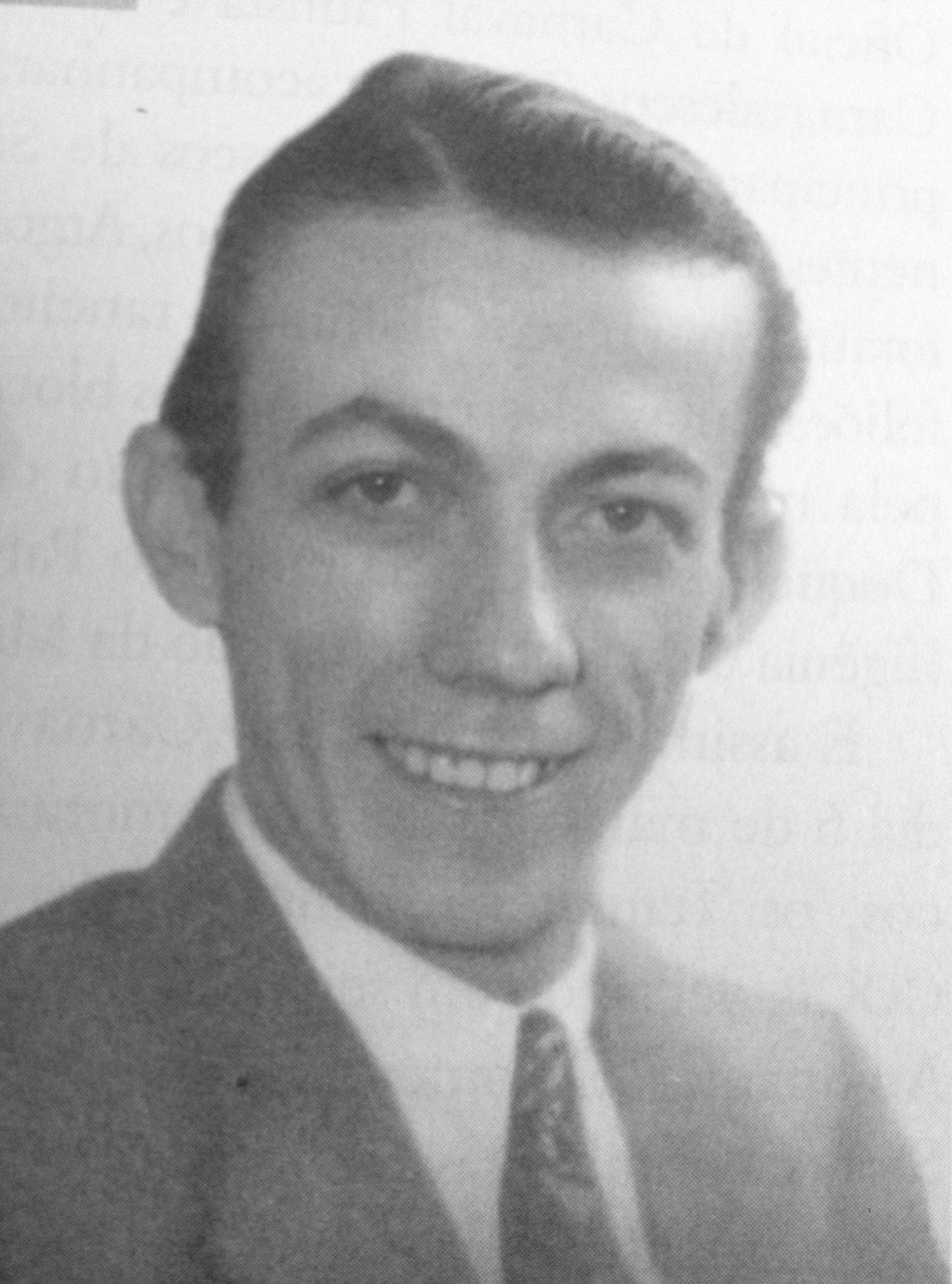
Adoniran Barbosa

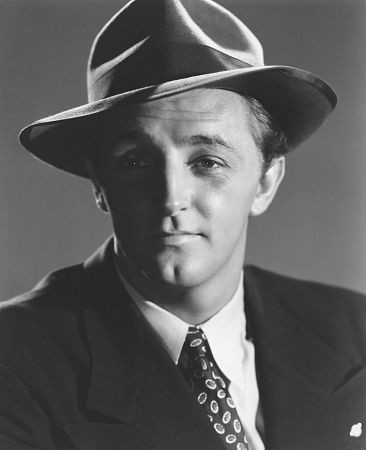
Robert Mitchum

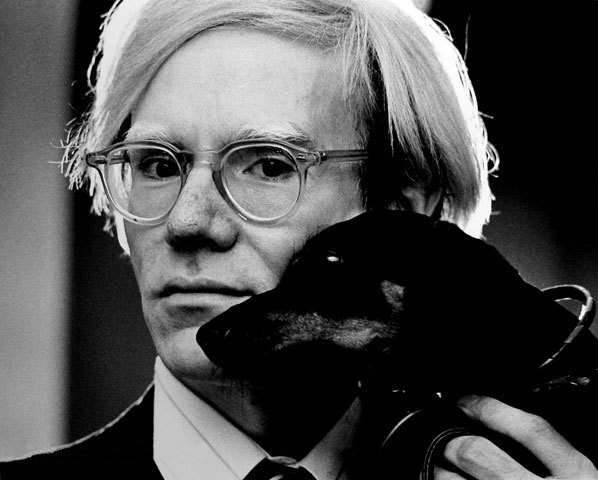
Andy Warhol

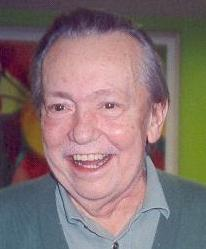
Gianfrancesco Guarnieri

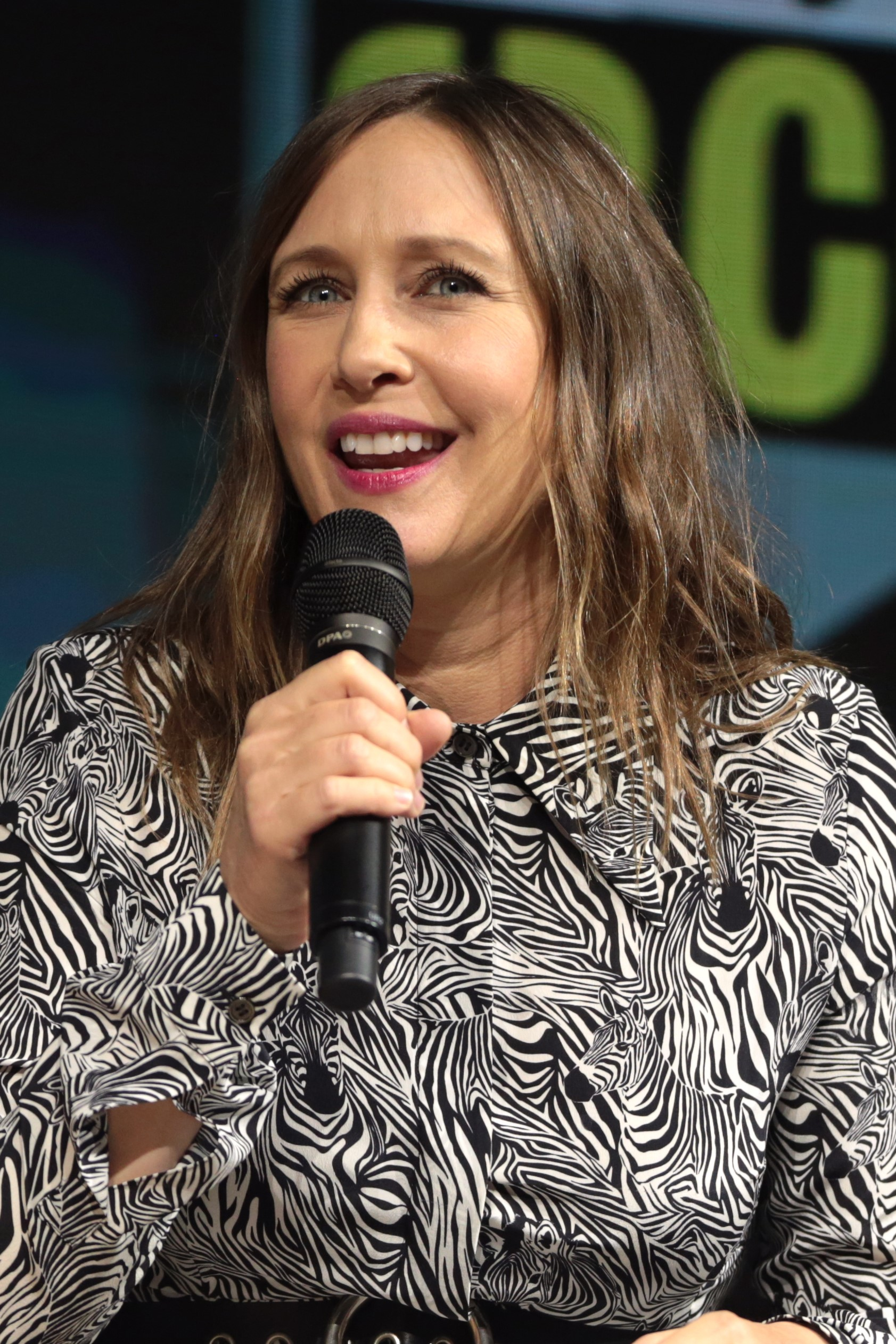
Vera Farmiga

### Anteriores ao século XIX
- 1180 — Go-Toba, imperador do Japão (m. 1239).
- 1619 — Barbara Strozzi, compositora e cantora italiana (m. 1677).
- 1638 — Nicolas Malebranche, filósofo francês (m. 1715).
- 1644 — Luísa de La Vallière, nobre francesa (m. 1715).
- 1666 — Maria Sofia Isabel de Neuburgo (m. 1699).
- 1697 — Carlos VII do Sacro Império Romano-Germânico (m. 1745).
- 1715 — Marquês de Vauvenargues, escritor francês (m. 1747).
- 1766 — William Hyde Wollaston, químico britânico (m. 1828).
- 1775 — Daniel O'Connell, político irlandês (m. 1847).
- 1776
  - Amália de Nassau-Weilburg, princesa de Anhalt-Bernburg-Schaumburg-Hoym (m. 1841).
  - William Hyde Wollaston, químico britânico (m. 1828).
- 1789 — Friedrich List, economista alemão (m. 1846).
- 1795 — Heinrich Rose, mineralogista e químico alemão (m. 1864).

### Século XIX
- 1809 — Alfred Tennyson, poeta britânico (m. 1892).
- 1827 — José Manuel Marroquín, político colombiano (m. 1908).
- 1839 — Raimund von Stillfried, fotógrafo austríaco (m. 1911).
- 1840 — Adolph Francis Alphonse Bandelier, arqueólogo estadunidense (m. 1914).
- 1841 — Xisto Bahia, compositor brasileiro (m. 1894).
- 1844 — Alfredo, Duque de Saxe-Coburgo-Gota (m. 1900).
- 1849 — Ildefonso Pereira Correia, político brasileiro (m. 1894).
- 1861 — Edith Roosevelt, primeira-dama estadunidense (m. 1948).
- 1868 — Paul Claudel, poeta francês (m. 1955).
- 1874 — Charles Fort, escritor estadunidense (m. 1932).
- 1879 — Alfred Beamish, tenista britânico (m. 1944).
- 1880 — Hans Moser, ator austríaco (m. 1964).
- 1881
  - Alexander Fleming, cientista e médico bacteriologista britânico (m. 1955).
  - Louella Parsons, escritora e jornalista estadunidense (m. 1972).
- 1882 — Ladislas Starevich, cineasta e produtor de cinema russo (m. 1965).
- 1883 — Margaret Joslin, atriz estadunidense (m. 1956).
- 1892
  - Frank Tuttle, cineasta estadunidense (m. 1963).
  - Hoot Gibson, produtor, cineasta e ator estadunidense (m. 1962).
- 1895 — Ernesto Lecuona, pianista e compositor cubano (m. 1963).

### Século XX

#### 1901–1950
- 1902 — Sylvain Julien Victor Arend, astrônomo belga (m. 1992).
- 1908 — Helen Jacobs, tenista estadunidense (m. 1997).
- 1910 — Adoniran Barbosa, cantor, compositor, humorista e ator brasileiro (m. 1982).
- 1911 — Lucille Ball, atriz e comediante estadunidense (m. 1989).
- 1912 — Mirin Dajo, faquir neerlandês (m. 1948).
- 1915 — Geraldina da Albânia (m. 2002).
- 1916
  - Dom Mintoff, jornalista e político maltês (m. 2012).
  - Erik Nilsson, futebolista sueco (m. 1995).
  - Richard Hofstadter, historiador estadunidense (m. 1970).
  - Helmut Lipfert, aviador alemão (m. 1990).
- 1917 — Robert Mitchum, ator estadunidense (m. 1997).
- 1919 — Pauline Betz, tenista estadunidense (m. 2011).
- 1920 — Ella Raines, atriz estadunidense (m. 1988).
- 1921 — Buddy Collette, músico estadunidense (m. 2010).
- 1923 — Paul Hellyer, político, escritor e engenheiro canadense (m. 2021).
- 1925 — Matías González, futebolista uruguaio (m. 1984).
- 1926
  - Moritz de Hesse, chefe da casa real de Hesse (m. 2013).
  - Frank Finlay, ator britânico (m. 2016).
- 1927 — Theodor Wagner, futebolista austríaco (m. 2020).
- 1928 — Andy Warhol, pintor e cineasta estadunidense (m. 1987).
- 1929 — Arturo Armando Molina, militar e político salvadorenho (m. 2020).
- 1930
  - Albano Dias Martins, poeta português (m. 2018).
  - Rubén Morán, futebolista uruguaio (m. 1978).
- 1931 — Kadri Aytaç, futebolista e treinador de futebol turco (m. 2003).
- 1932 — Edmond Safra, banqueiro brasileiro (m. 1999).
- 1933
  - József Bencsis, futebolista húngaro (m. 1995).
  - Suchinda Kraprayoon, militar e político tailandês (m. 2025).
- 1934
  - Gianfrancesco Guarnieri, diretor e ator italiano (m. 2006).
  - Flávio Rangel, diretor teatral brasileiro (m. 1988).
  - Diane di Prima, escritora estadunidense (m. 2020).
  - Luiz Paulo Conde, arquiteto e político brasileiro (m. 2015).
- 1935 — Mário Coluna, futebolista português (m. 2014).
- 1936 — Dražan Jerković, futebolista e treinador de futebol croata (m. 2008).
- 1937
  - Baden Powell de Aquino, músico e compositor brasileiro (m. 2000).
  - Barbara Windsor, atriz britânica (m. 2020).
- 1939 — Ronald Langón, ex-futebolista uruguaio.
- 1940
  - Paulo Sérgio Valle, compositor brasileiro.
  - Mike Sarne, ator, diretor e cantor britânico.
- 1941 — Oh Yoon-kyung, ex-futebolista norte-coreano.
- 1943 — Helmut Pfleger, enxadrista alemão.
- 1944 — Irene Ravache, atriz brasileira.
- 1945 — Geraldo Flach, compositor, pianista, produtor musical e arranjador brasileiro (m. 2011).
- 1946
  - Allan Holdsworth, produtor musical, compositor e guitarrista britânico (m. 2017).
  - Jean-Louis Olry, ex-canoísta francês.
- 1947
  - Dennis Alcapone, músico jamaicano.
  - Mohammad Najibullah, político afegão (m. 1996).
- 1949 — Edu, ex-futebolista brasileiro.
- 1950 — Damião António Franklin, religioso angolano (m. 2014).

#### 1951–2000
- 1951
  - Milton Neves, jornalista e apresentador de televisão brasileiro.
  - Christophe de Margerie, empresário francês (m. 2014).
  - Catherine Hicks, atriz e cantora estadunidense.
- 1952 — Brian Levant, escritor, diretor e produtor de cinema estadunidense.
- 1954 — Kevin Jarre, roteirista estadunidense (m. 2011).
- 1956
  - Vinnie Vincent, músico estadunidense.
  - Sergio Santín, ex-futebolista uruguaio.
- 1957
  - Francesca Gagnon, cantora e atriz canadense.
  - Rui Rio, economista e político português.
- 1958 — Philippe Jeannol, ex-futebolista francês.
- 1959 — Nairon Barreto, humorista brasileiro.
- 1960
  - Leland Orser, ator estadunidense.
  - Maria-Pia Kothbauer, diplomata e política liechtensteinense.
  - Philippe Omnès, ex-esgrimista francês.
- 1961
  - Juan Carlos Osorio, treinador de futebol e ex-futebolista colombiano.
  - Takayuki Negishi, compositor, arranjador e produtor musical japonês.
- 1962 — Michelle Yeoh, atriz malaia.
- 1963
  - Tomoyuki Dan, seiyū japonês (m. 2013).
  - Leif Edling, músico sueco.
  - Kevin Mitnick, programador de computadores estadunidense (m. 2023).
- 1964 — Gary Valenciano, ator e cantor filipino.
- 1965
  - Otávio Muller, ator brasileiro.
  - Kate Gulbrandsen, cantora norueguesa.
  - Stéphane Peterhansel, automobilista francês.
  - Juliane Köhler, atriz alemã.
- 1968 — Jens Seipenbusch, físico e político alemão.
- 1969
  - Andréa Rosa, ex-paquita brasileira.
  - Elliott Smith, músico estadunidense (m. 2003).
- 1970
  - M. Night Shyamalan, diretor e produtor de cinema indiano.
  - Pedro Barbosa, ex-futebolista português.
  - Yutaka Akita, ex-futebolista e treinador de futebol japonês.
  - Alan Cox, ator britânico.
- 1972
  - Geri Halliwell, cantora britânica.
  - Paolo Bacigalupi, escritor estadunidense.
- 1973
  - Asia Carrera, atriz estadunidense.
  - Donna Lewis, cantora britânica.
  - Marcelo Tejera, ex-futebolista uruguaio.
  - Sandro Goiano, ex-futebolista brasileiro.
  - Stuart O'Grady, ex-ciclista australiano.
  - Vanessa Gerbelli, atriz brasileira.
  - Vera Farmiga, atriz estadunidense.
  - Daniela Camargo, atriz brasileira.
- 1974 — Ever Carradine, atriz estadunidense.
- 1976
  - Soleil Moon Frye, atriz estadunidense.
  - Josh Schwartz, roteirista e produtor de televisão norte-americano
  - Melissa George, atriz estadunidense.
- 1977
  - Leandro Amaral, ex-futebolista brasileiro.
  - Zdenka Podkapova, modelo, atriz, fotógrafa e ex-ginasta tcheca.
  - Marílson dos Santos, maratonista brasileiro.
- 1978 — Marisa Miller, modelo estadunidense.
- 1979
  - Itamar Vieira Junior, escritor brasileiro.
  - Ana Malhoa, cantora portuguesa.
- 1980
  - Weldon, ex-futebolista brasileiro.
  - Roman Weidenfeller, ex-futebolista alemão.
  - Titus Mulama, ex-futebolista queniano.
  - Meni Levi, ex-futebolista israelense.
- 1981
  - Vitantonio Liuzzi, ex-automobilista italiano.
  - Travis McCoy, rapper estadunidense.
  - Kader Keïta, ex-futebolista marfinense.
  - Lucie Décosse, judoca francesa.
  - Leslie Odom Jr., ator e cantor estadunidense.
  - Andrea Gasbarroni, ex-futebolista italiano.
- 1982
  - Adrianne Curry, atriz e modelo estadunidense.
  - Romola Garai, modelo e atriz britânica.
  - Ryan Sypek, ator estadunidense.
  - Robson Nunes, ator brasileiro.
- 1983
  - Robin van Persie, ex-futebolista e treinador de futebol neerlandês.
  - Travis Rettenmaier, ex-tenista estadunidense.
- 1984
  - Vedad Ibišević, ex-futebolista bósnio.
  - Marco Airosa, ex-futebolista angolano.
- 1985
  - Garrett Weber-Gale, ex-nadador estadunidense.
  - Bafétimbi Gomis, ex-futebolista francês.
  - Mickaël Delage, ciclista francês.
  - Tony Nese, lutador profissional norte-americano.
- 1986
  - André Moritz, futebolista brasileiro.
  - Yu Song, judoca chinesa.
- 1987
  - Rémy Riou, futebolista francês.
  - Carol Solberg, jogadora de vôlei de praia brasileira.
  - Johnny Hooker, cantor, compositor, ator e roteirista brasileiro
  - Francesco Caputo, ex-futebolista italiano.
  - Syarhey Kislyak, futebolista bielorrusso.
- 1988 — Jared Murillo, cantor, ator e dançarino estadunidense.
- 1989
  - Aymen Abdennour, futebolista tunisiano.
  - Carli Lloyd, jogadora de vôlei estadunidense.
- 1990
  - Hólmar Örn Eyjólfsson, futebolista islandês.
  - Ró-Ró, futebolista luso-catariano.
  - Abigél Joó, judoca húngara.
  - Julia Konrad, atriz e cantora brasileira.
  - Douglas Pereira dos Santos, futebolista brasileiro.
- 1991
  - Dylan McGowan, futebolista australiano.
  - Issoufou Dayo, futebolista burquinês.
- 1992
  - Han Cong, patinador artístico chinês.
  - Jelani Alladin, ator, cantor e dançarino americano.
- 1993
  - Amin Younes, futebolista alemão.
  - Charlotte McKinney, atriz e modelo estadunidense.
  - Iñigo Ruiz de Galarreta, futebolista espanhol.
- 1994
  - Danilo Cataldi, futebolista italiano.
  - Colin Joyce, ciclista norte-americano.
- 1995
  - Rebecca Peterson, tenista sueca.
  - Aleksandar Vezenkov, jogador de basquete búlgaro.
- 1996
  - Timothy Awany, futebolista ugandês.
  - Neto Moura, futebolista brasileiro.
- 1997
  - Marcus Thuram, futebolista francês.
  - Meschack Elia, futebolista congolês.
- 1998
  - Forrest Goodluck, ator americano.
  - Jack Scanlon, ator britânico.
- 2000 — Oscar Dietz, ator dinamarquês.

### Século XXI
- 2001 — Ty Simpkins, ator estadunidense.
- 2002 — Nessa Barrett, cantora norte-americana.
- 2003 — Jaime Faria, tenista português.

## Mortes

### Anteriores ao século XIX
- 0523 — Papa Hormisda (n. 475).
- 1027 — Ricardo III da Normandia (n. 1001).
- 1162 — Raimundo Berengário IV de Barcelona (n. 1113).
- 1221 — Domingos de Gusmão, frade e santo católico espanhol (n. 1170).
- 1412 — Margarida de Durazzo, rainha de Nápoles (n. 1347).

- 1414 — Ladislau de Nápoles, rei de Nápoles (n. 1377).

- 1458 — Papa Calisto III (n. 1378).
- 1530 — Jacopo Sannazaro, poeta e humanista italiano (n. 1458).

- 1552 — Matteo da Bascio, sacerdote católico italiano (n. 1495).
- 1637 — Ben Jonson, dramaturgo inglês (n. 1572).
- 1660 — Diego Velázquez, pintor mexicano (n. 1599).
- 1689 — Sofia Doroteia de Eslésvico-Holsácia-Sonderburgo-Glucksburgo (n. 1636).
- 1691 — João Ferreira de Almeida, ministro pregador (n. 1628).
- 1759 — Eugene Aram, filólogo britânico (n. 1704).
- 1796 — David Allan, pintor britânico (n. 1744).
- 1797 — James Pettit Andrews, historiador e antiquário britânico (n. 1737).

### Século XIX
- 1888 — William Hellier Baily, paleontólogo britânico (n. 1819).

### Século XX
- 1901 — António José Enes, político colonial português (n. 1848).
- 1909 — Adalbert Merx, teólogo e orientalista alemão (n. 1838).
- 1911 — Florentino Ameghino, cientista argentino (n. 1854).
- 1959 — Preston Sturges, roteirista e diretor de cinema estadunidense (n. 1898).
- 1969 — Theodor W. Adorno, filósofo e sociólogo alemão (n. 1903).
- 1971 — Jennison Heaton, piloto de bobsleigh estadunidense (n. 1904).
- 1973
  - Fulgencio Batista, político e militar cubano (n. 1901).
  - Memphis Minnie, cantor e compositor estadunidense (n. 1897).
- 1978 — Papa Paulo VI (n. 1897).
- 1979 — Feodor Lynen, bioquímico alemão (n. 1911).
- 1985 — Forbes Burnham, político guianês (n. 1923).
- 1994 — Domenico Modugno, cantor italiano (n. 1928).
- 1996 — Hernán Siles Zuazo, político boliviano (n. 1914).
- 1997 — David Rollins, ator norte-americano (n. 1907).
- 1998 — André Weil, matemático francês (n. 1906).
- 1999 — Ilse Pausin, patinadora artística austríaca (n. 1919).

### Século XXI
- 2001
  - Jorge Amado, escritor brasileiro (n, 1912).
  - Wilhelm Mohnke, militar alemão (n. 1911).
- 2002 — Jim Crawford, automobilista britânico (n. 1948).
- 2003 — Roberto Marinho, jornalista brasileiro (n. 1904).
- 2004 — Rick James, cantor estadunidense (n. 1948).
- 2005 — Ibrahim Ferrer, cantor cubano (n. 1927).
- 2006 — Moacir Santos, arranjador e instrumentista brasileiro (n. 1925).
- 2009
  - John Hughes, diretor de cinema estadunidense (n. 1950).
  - Anilza Leoni, atriz brasileira (n. 1933).
  - Willy DeVille, cantor e compositor norte-americano (n. 1950).
- 2012
  - Ruggiero Ricci, violinista estadunidense (n. 1918).
  - Celso Blues Boy, músico brasileiro (n. 1956).
- 2016 — Ivo Pitanguy, cirurgião plástico, professor e escritor brasileiro (n. 1926).

## Feriados e eventos cíclicos

### Mundo
- Dia da Transfiguração de Jesus[2]

### Brasil
- Dia Nacional do Profissional da Educação
- Aniversário das cidades de Pirapora do Bom Jesus e Turmalina, São Paulo
- Aniversário da cidade de Porto Lucena, Rio Grande do Sul
- Aniversário da cidade de Russas, Ceará
- Aniversário das cidades de Jaguarari e Miguel Calmon, Bahia
- Feriado no estado do Acre - início da Revolução Acriana
- Feriado municipal em Bom Jesus da Lapa, Iguape, Olinda, Pouso Alegre e centenas de outros municípios - Dia de Bom Jesus, padroeiro dessas cidades. A relação de municípios que comemora-se o dia do padroeiro Bom Jesus é longa e atinge centenas de casos.

### Cristianismo
- Transfiguração de Jesus
- Papa Hormisda
- Senhor Bom Jesus
- Bom Jesus da Lapa
- Senhor Bom Jesus de Iguape

## Outros calendários
- No calendário romano era o 8.º dia (VIII) antes dos idos de agosto.
- No calendário litúrgico tem a letra dominical A para o dia da semana.
- No calendário gregoriano a epacta do dia é xix.